# Museo dei cuochi
Il museo dei cuochi è sito in via Supportico  a Villa Santa Maria, in provincia di Chieti ed è di proprietà del Comune di Villa Santa Maria
Nel 2019 il museo si è trasferito, dalla sede storica, un palazzetto presso l'Istituto Professionale Alberghiero (abbreviato I.P.S.S.A.R.) " Giovanni Marchitelli", presso la nuova sede sita nella Casa Caracciolo nel centro storico del paese.

## Allestimento

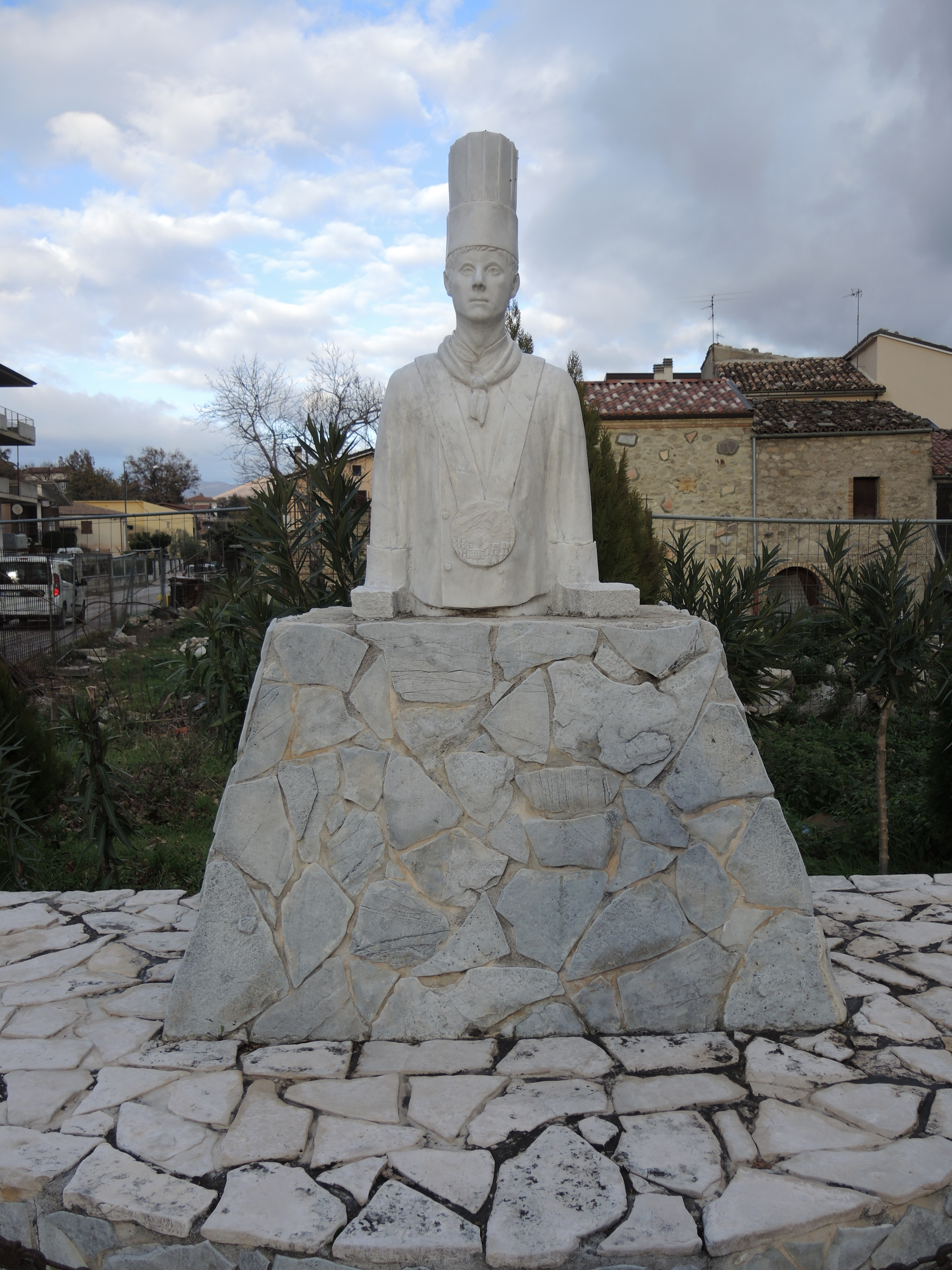
Monumento al Cuoco di Villa Santa Maria, al bivio di via Discesa Valli

La vecchia sede di Via Roma
Il museo della vecchia sede di Via Roma constava di una sola sala espositiva al 1º piano, mentre al pianterreno vi è una sala congressi.
La sala espositiva esponeva foto e documenti che attestano la storia della scuola alberghiera di Villa Santa Maria, ed il percorso era così strutturato:

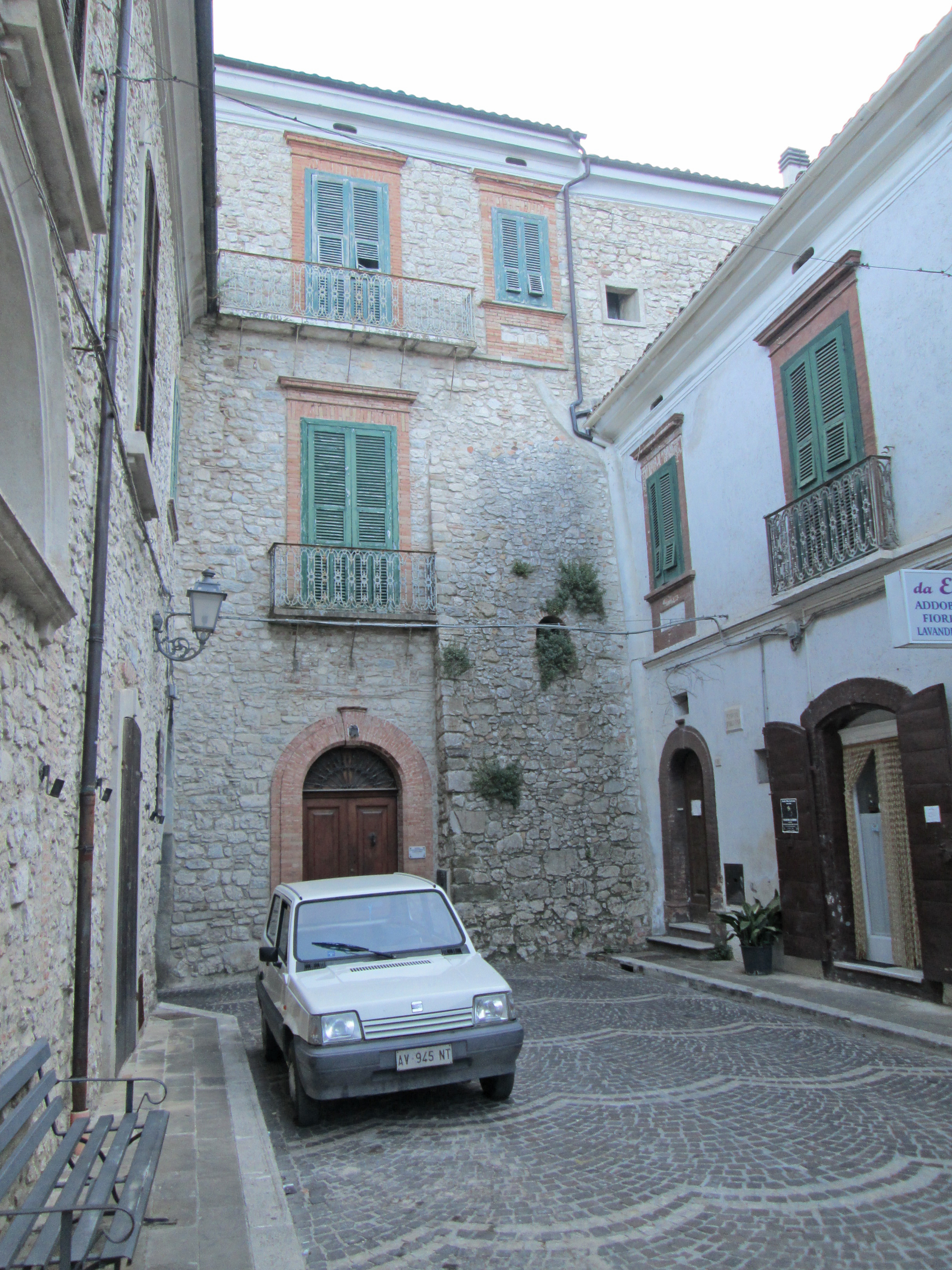
La nuova sede del Museo nel centro storico, presso il museo San Francesco

- Le origini arcaiche della cucina a Villa Santa Maria ed in tutta la Valle del Sangro;
- Maccaronari, pastari e cuochi;
- Una famiglia locale (i "Munzù") al seguito di varie famiglie nobili e di prestigio;
- I cuochi nella storia;
- I cuochi che sono diventati famosi nel mondo;
- I cuochi imprenditori;
- La tradizione che si fa scuola;
- La cucina e l'arte.

Nello spiazzale antistante la vecchia sede del museo c'è una statua bronzea del cuoco e del cameriere.

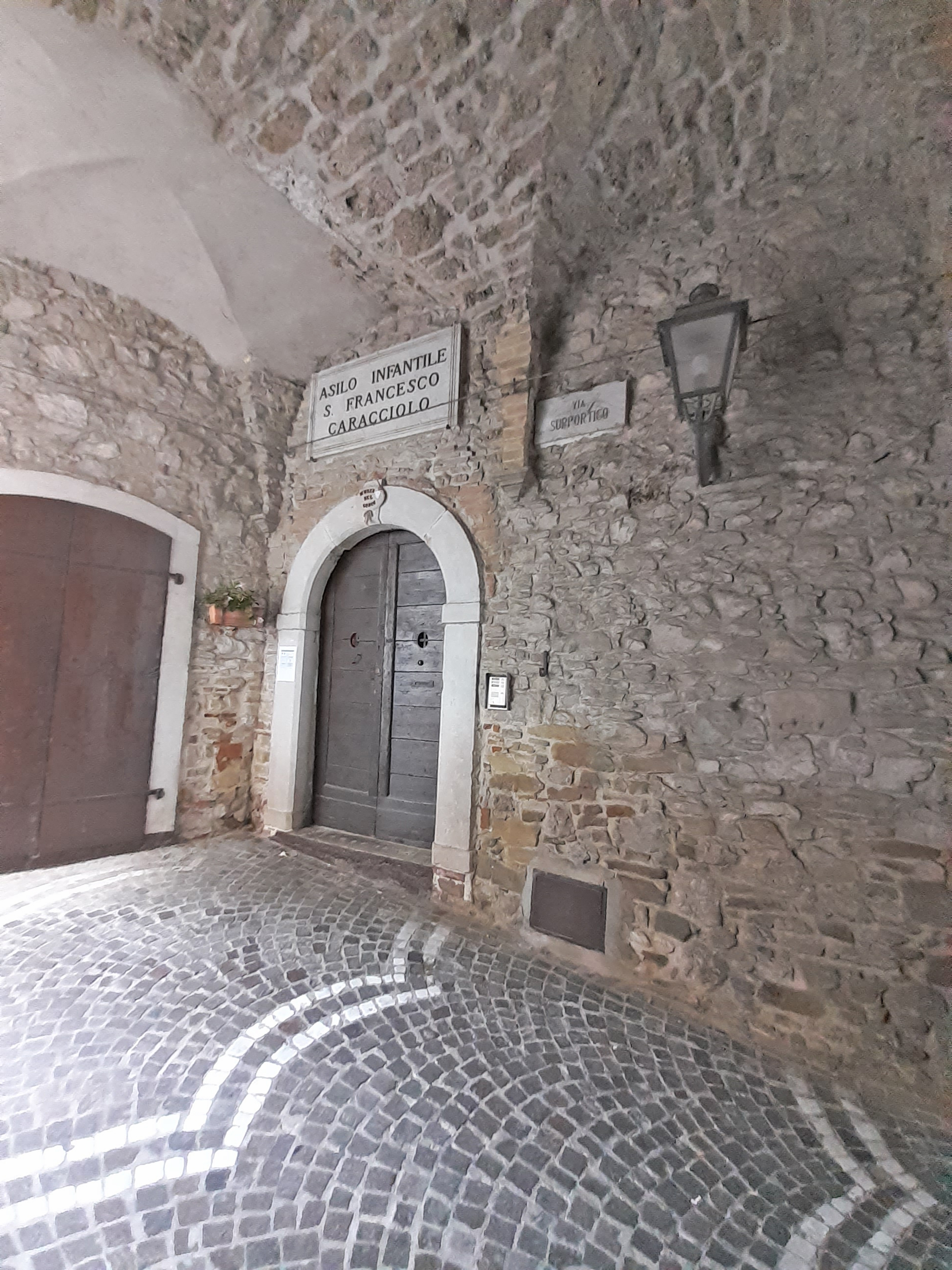
La facciata del nuovo ingresso di Via Supportico 3

La nuova sede di Via Supportico 3 presso la vecchia sede dell'asilo infantile S. Francesco Caracciolo
La nuova sede è suddivisa in quattro sale.
Le prime tre sale sono accessibili tramite un corridoio dove al termine di essa c'è un manichino con l'abbigliamento di un cuoco.
Una scala immette alle prime tre sale.
Nella prima sala c'è un manichino con l'abbigliamento di un cameriere, un tavolo con spiegate le posate da usare in varie occasioni.
Completano il percorso museale vari attrezzi e varie documentazioni e foto di cuochi e camerieri di Villa Santa Maria.
La quarta sala è accessibile nei pressi del manichino con abito da cuoco sito nel corridoio, dove un'altra rampa di scale fa scendere il visitatore dentro di essa.
In essa vi sono una statuetta di una Madonna con davanti una statuetta probabilmente di Gesù Bambino, un manichino raffigurante una donna con l'abbigliamento di una hostess-promoter.
L'uscita di questa sala immette all'inizio di Corso Umberto I.

## Galleria d'immagini

Interni ed uscita della nuova sede del museo
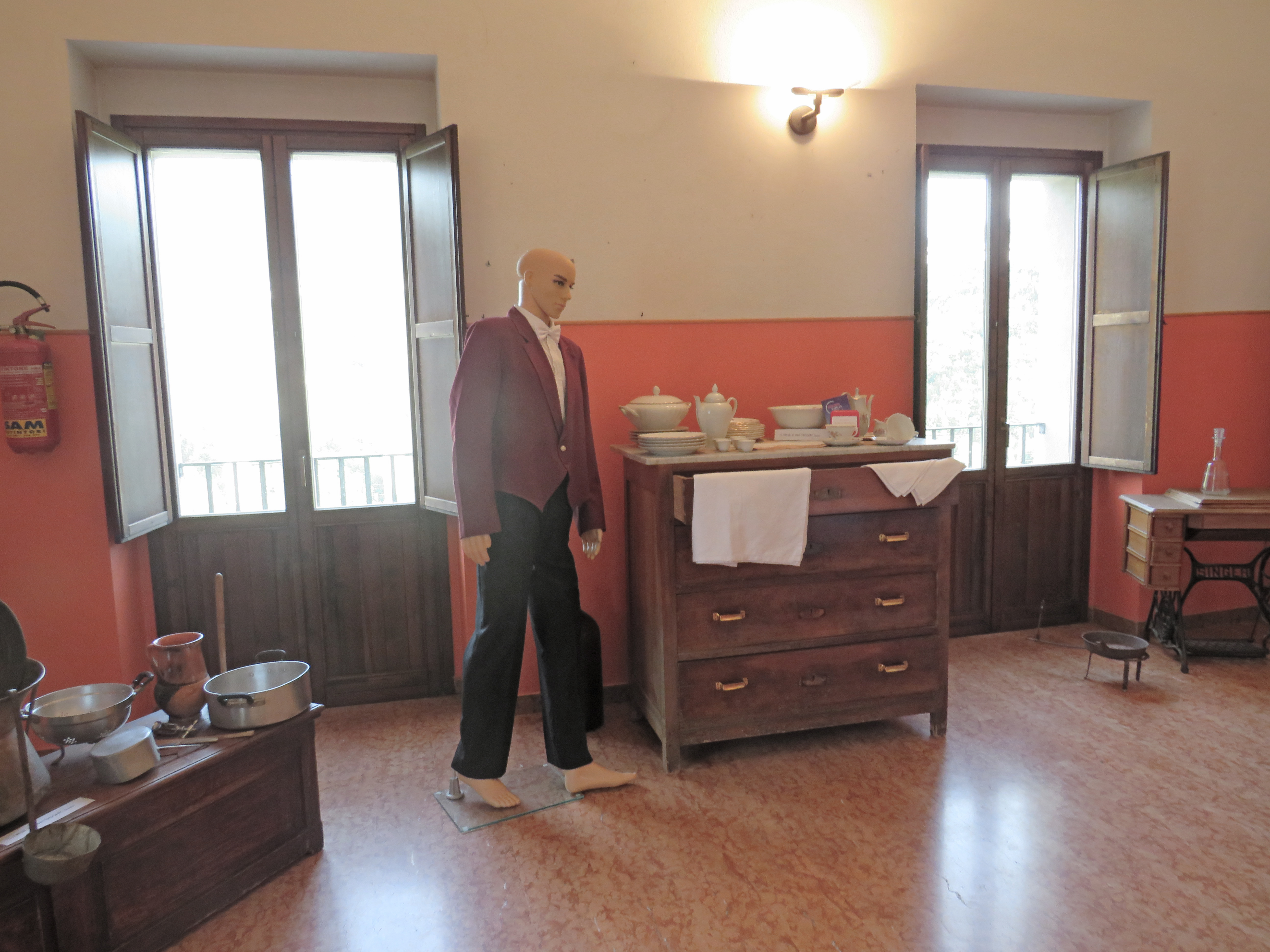
Sala interna del museo
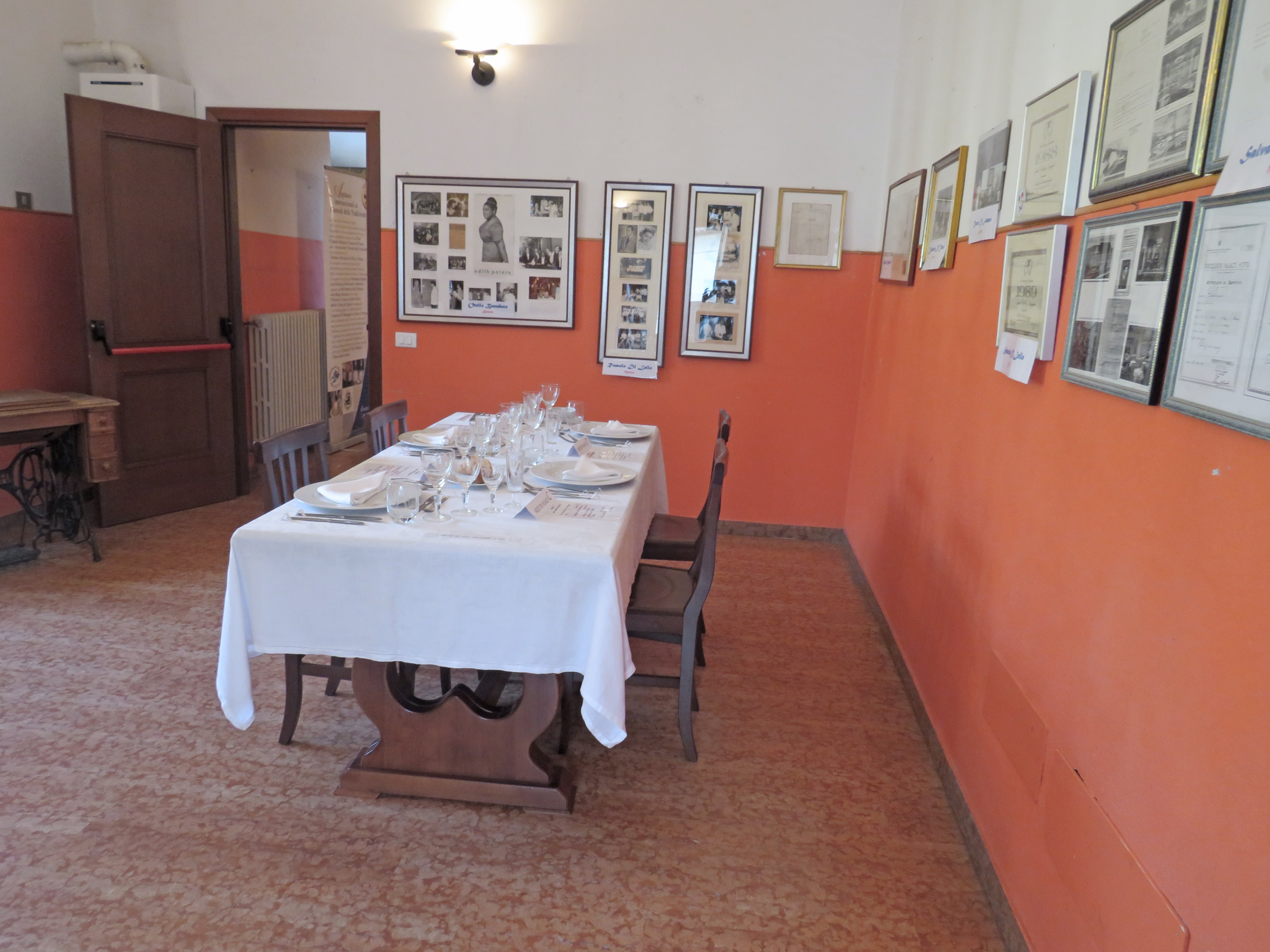
La stessa sala vista da un'altra prospettiva
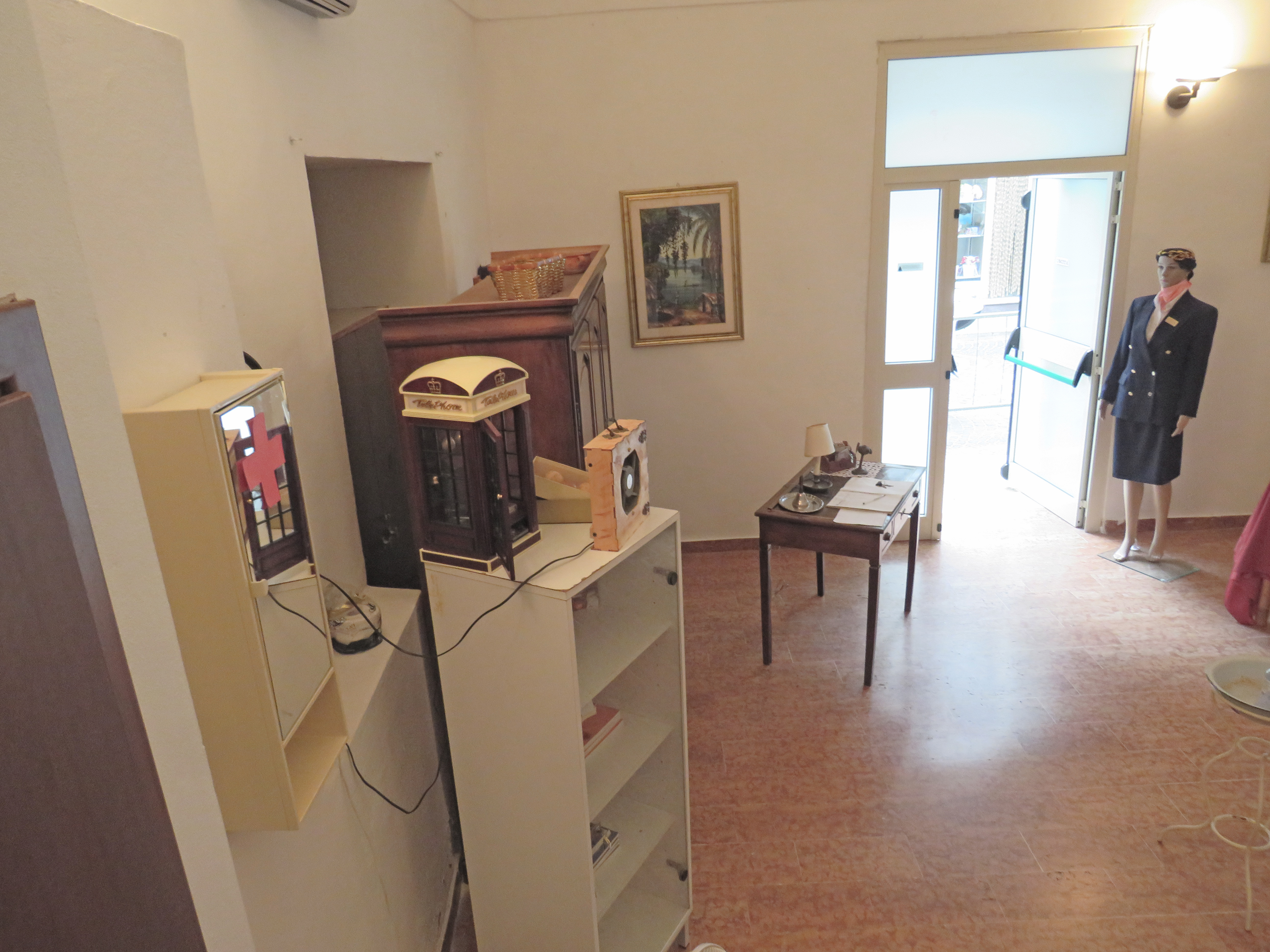
Altra sala interna del museo
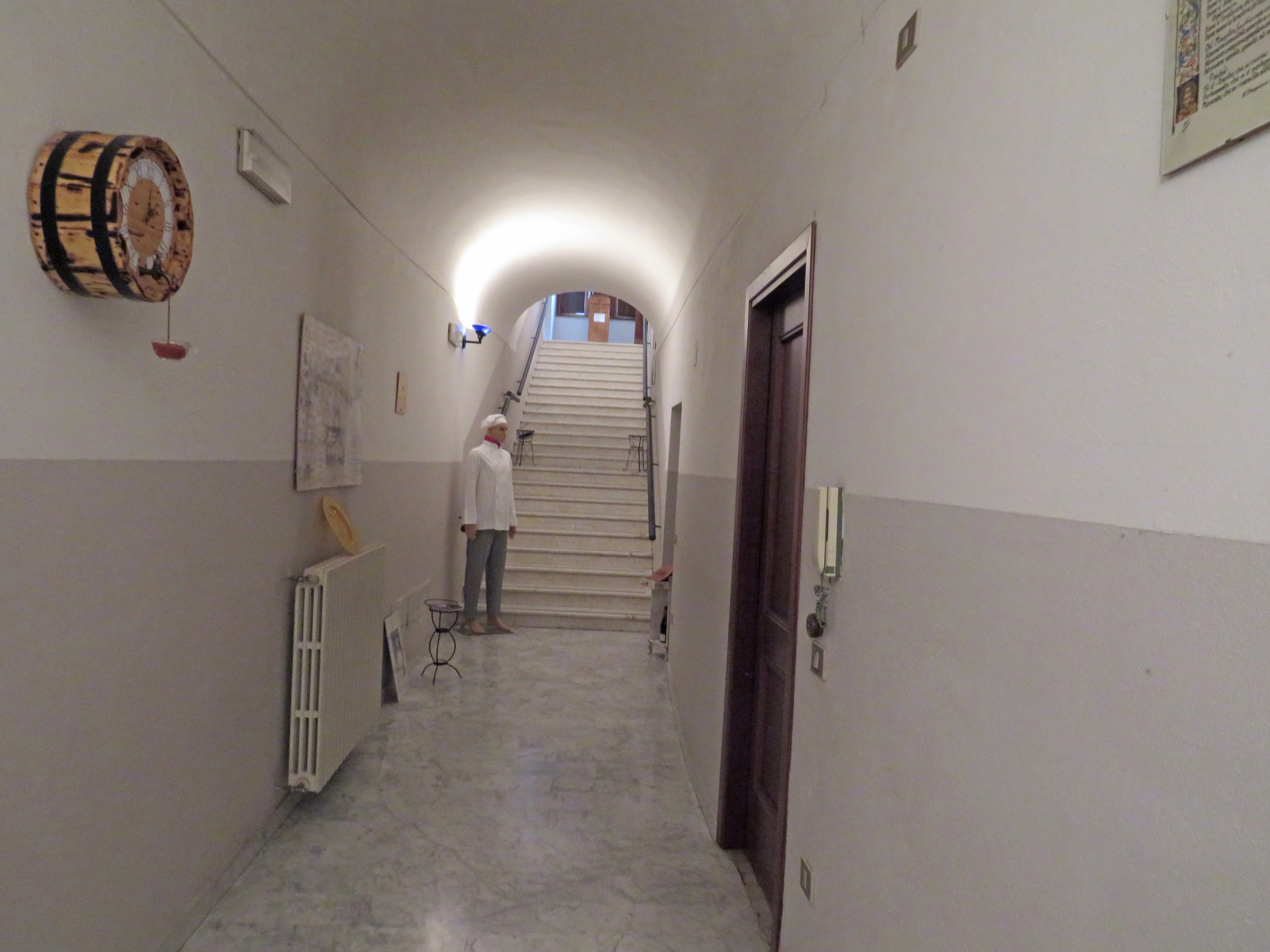
Corridoio d'ingresso con manichino
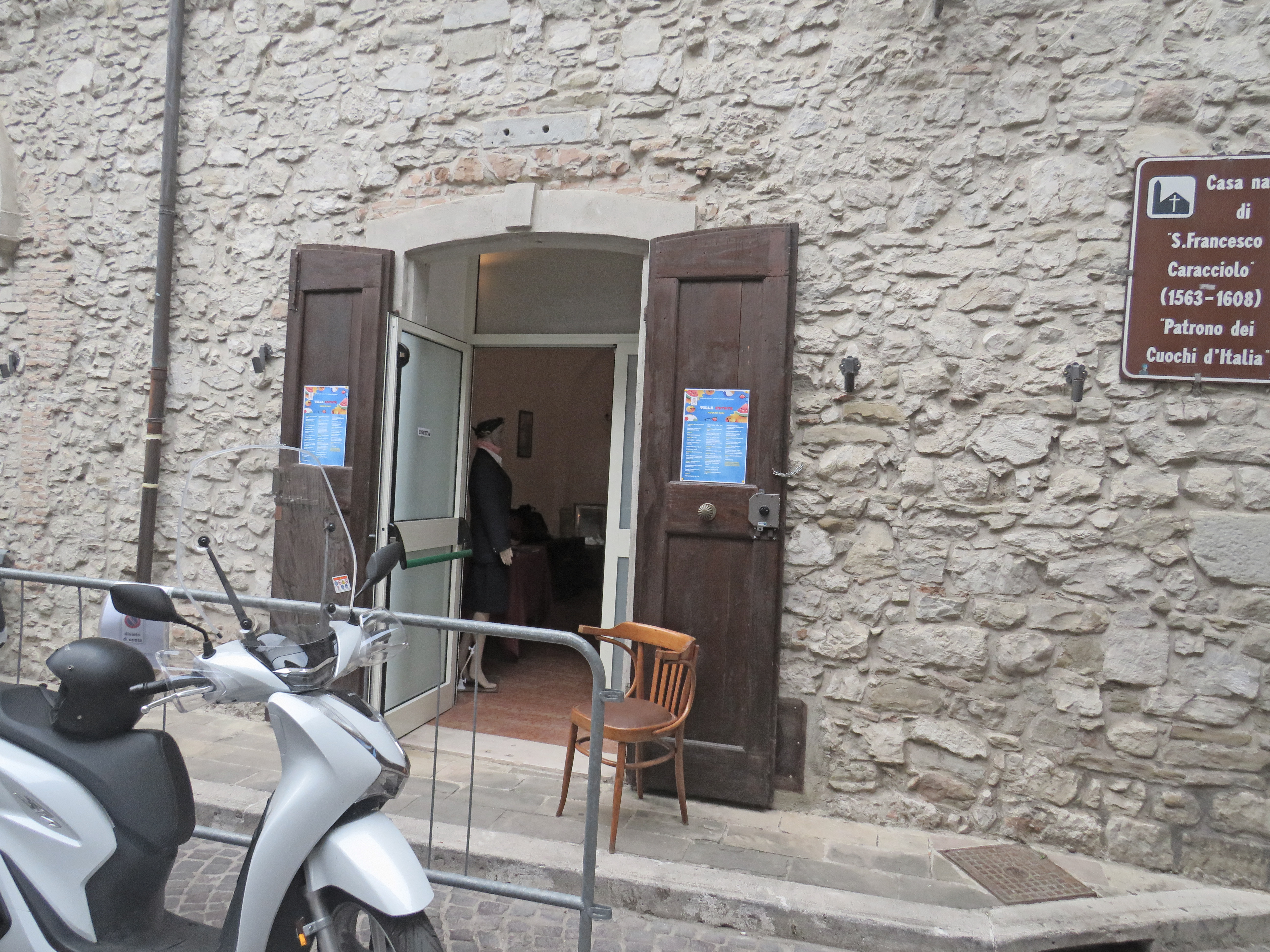
Uscita della nuova sede del museo in Corso Umberto I

## Note

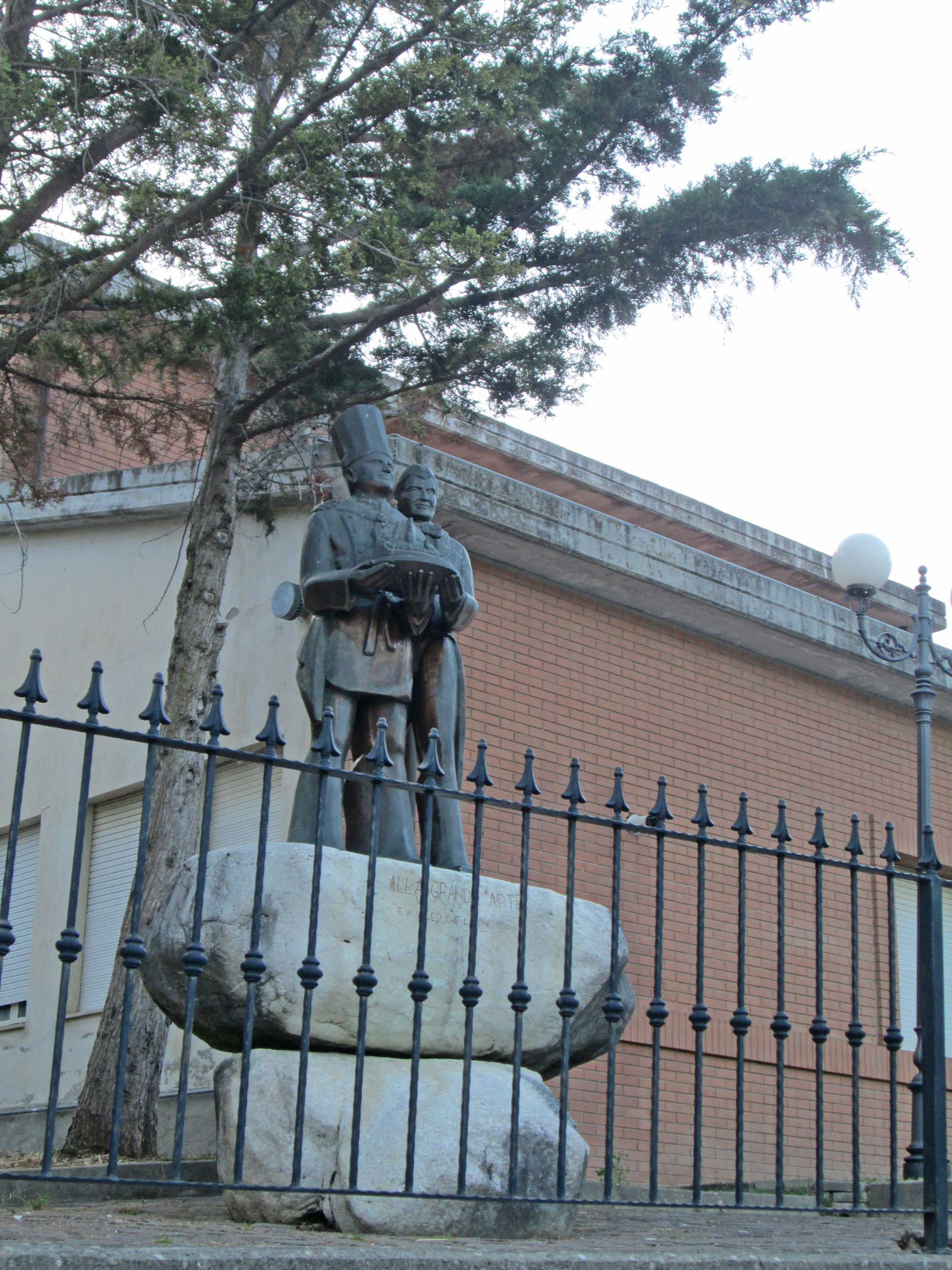
Statua del cuoco e del cameriere sita davanti alla vecchia sede del museo e sede ora del teatro comunale